# ربلادییو
ربلادییو (به اسپانیایی: Robladillo) یک شهرستان در اسپانیا است که در استان وایادولید واقع شده‌است.